# Звановка
Зва́новка (укр. Зва́нівка) — село в Бахмутском районе Донецкой области Украины.

## География
Село расположено на реке Бахмут, в 3 км юго-западнее города Северска.

## История
После окончания Второй мировой войны в связи с советско-польским обменом участками территорий население бойковского села Лисковате Дрогобычской области, оказавшегося на границе СССР с Польшей, в 1951 году было насильно переселено в  Донбасс в  село Звановка.

## Население
Население Звановки по переписи 2001 года составляло 1430 человек.

## Местный совет
Село Звановка — административный центр Звановского сельского совета.
Адрес местного совета: 84528, Донецкая область, Бахмутский р-н, с. Звановка, проспект Победы, 1.

## Религия
В 1930-е годы в селе был уничтожен построенный в 1846 году Свято-Архангело-Михайловский храм, в котором в 1855 году крестили писателя Всеволода Гаршина. С ноября 1990 года в Звановке существует грекокатолическая община, и сегодня в селе находится самый большой грекокатолический храм Восточной Украины с василианским монастырём, а также православный Свято-Архангело-Михайловский Соледарского благочиния Горловской епархии Украинской православной церкви (Московского патриархата).